# Gelu (Timiș)

Lage der Gemeinde Variaș im Kreis Timiṣ

Gelu (deutsch Ketfel, ungarisch Kétfél, serbisch Кетфељ Ketfelj) ist ein Dorf im Kreis Timiș, Banat, Rumänien. Das Dorf Gelu gehört zur Gemeinde Variaș. Das heutige Gelu entstand durch den Zusammenschluss der einstigen Ortschaften Chetfel (deutsch: Ketfel, ungarisch: Kétfél) und Colonia Mică (deutsch: Kleinsiedel, ungarisch: Kistelek).

## Geografische Lage
Gelu liegt im Norden des Kreises Timiș, an der Grenze zum Kreis Arad, in 34 Kilometer Entfernung von Timișoara, an der Kreisstraße DJ692 Sânandrei–Beba Veche und an der Bahnstrecke Sânandrei–Periam.

## Nachbarorte
| Sânpetru Mic | Sânpetru German                             | Mailat   |
| Variaș       | Kompassrose, die auf Nachbargemeinden zeigt | Mănăștur |
| Șandra       | Satchinez                                   | Bărăteaz |

## Geschichte
In den päpstlichen Registern von 1454–1456 erscheint Ketfüli als Besitz des ungarischen Grafen Tan. Im 15. Jahrhundert ließen sich einige serbische Familien dort nieder.
Auf der Josephinischen Landaufnahme von 1717, ist der Ort Kötfel eingetragen. Nach dem Frieden von Passarowitz (1718), als das Banat eine Habsburger Krondomäne wurde, war Ketfel Teil des Temescher Banats. Während der Habsburger Kolonisation wurden auch einige Deutsche hier angesiedelt.
Die Deutschen waren Tabakbauer und gründeten den Ort Kleinsiedel (ungarisch: Kistelep, rumänisch: Colonia Mică). Kleinsiedel gehörte zu den 19 Tabakbauergemeinden, die zwischen 1840 und 1848 im Banat gegründet wurden. Insgesamt wurden 45 deutsche Familien angesiedelt. Sie erhielten einen 20-jährigen Pachtvertrag. Von den 12 Joch Ackerland musste mindestens ein Drittel mit Tabak bepflanzt werden, wobei die Hälfte der Ernte der Kameralherrschaft überlassen werden musste, die andere Hälfte der Dorfgemeinschaft zur Verfügung stand. Nach Ablauf der 20 Jahre konnten die Siedler die Felder käuflich erwerben.
Der Ort hieß bis 1920 Ketfel und war mehrheitlich ein von Serben bewohntes Dorf. Am 4. Juni 1920 wurde das Banat infolge des Vertrags von Trianon dreigeteilt. Der größte, östliche Teil, zu dem auch Ketfel gehört, fiel an das Königreich Rumänien. Bis 1926 war die Ortsbezeichnung Chetfel. Seitdem heißt das Dorf Gelu. 1966 wurde Gelu mit dem deutschen Dorf Kleinsiedel zusammengelegt. Seitdem ist die amtliche Bezeichnung für beide Orte Gelu.

## Demografie
Wie aus den folgenden Tabellen ersichtlich ist, war Ketfel ein serbisches und Kleinsiedel ein deutsches Dorf.
Bie Bevölkerungsentwicklung von Ketfel:
| 1880 | 1797 | 72  | 21 | 234 | 1470 |
| 1910 | 1671 | 85  | 43 | 311 | 1232 |
| 1930 | 1565 | 82  | 30 | 319 | 1134 |
| 1977 | 1642 | 546 | 26 | 268 | 802  |
| 2002 | 1529 | 985 | 39 | 18  | 487  |

Die Bevölkerungsentwicklung von Kleinsiedel bis zur Zusammenlegung mit Ketfel:
| 1880 | 344 | - | 1  | 339 | 4 |
| 1910 | 254 | 4 | 2  | 242 | 6 |
| 1930 | 271 | 9 | 3  | 258 | 1 |
| 1941 | 273 | 2 | 10 | 253 | 8 |
| 1966 | -   | - | -  | -   | - |